# Ричмонд (округ, Вірджинія)
Шаблон:StateAbbr_ 37°56′ пн. ш. 76°43′ зх. д. / 37.94° пн. ш. 76.72° зх. д.
Округ  Ричмонд (англ. Richmond County) — округ (графство) у штаті  Вірджинія, США. Ідентифікатор округу 51159.

## Історія
Округ утворений 1692 року.

## Демографія
За даними перепису 2000 року загальне населення округу становило 8809 осіб, зокрема міського населення було 1384, а сільського — 7425. Серед мешканців округу чоловіків було 4939, а жінок — 3870. В окрузі було 2937 домогосподарств, 2000 родин, які мешкали в 3512 будинках. Середній розмір родини становив 2,93.
Віковий розподіл населення поданий у таблиці:
| Стать    | До 15 років | 15-21 | 22-29 | 30-39 | 40-49 | 50-65 | 65-85 | Понад 85 |
| -------- | ----------- | ----- | ----- | ----- | ----- | ----- | ----- | -------- |
| Чоловіки | 677         | 404   | 660   | 960   | 889   | 744   | 539   | 66       |
| Жінки    | 598         | 308   | 271   | 471   | 582   | 688   | 763   | 189      |

## Суміжні округи
- Вестморленд — північ
- Нортамберленд — схід
- Ланкастер — південний схід
- Ессекс — південний захід

## Виноски
1. ↑  U.S. Decennial Census. United States Census Bureau. Архів оригіналу за 26 квітня 2015. Процитовано 5 січня 2014.
2. ↑  Historical Census Browser. University of Virginia Library. Архів оригіналу за 11 серпня 2012. Процитовано 5 січня 2014.
3. ↑  Population of Counties by Decennial Census: 1900 to 1990. United States Census Bureau. Архів оригіналу за 15 грудня 2013. Процитовано 5 січня 2014.
4. ↑  Census 2000 PHC-T-4. Ranking Tables for Counties: 1990 and 2000 (PDF). United States Census Bureau. Архів оригіналу (PDF) за 18 грудня 2014. Процитовано 5 січня 2014.
5. ↑  State & County QuickFacts. United States Census Bureau. Архів оригіналу за 17 липня 2011. Процитовано 5 січня 2014.(англ.) Наведено за англійською вікіпедією.
6. ↑  American FactFinder. Бюро перепису населення США. Архів оригіналу за 26 лютого 2012. Процитовано 31 січня 2008.

| США | Це незавершена стаття з географії США. Ви можете допомогти проєкту, виправивши або дописавши її. |